# St. Mary's (Newfoundland och Labrador)
St. Mary's är en ort i Kanada.   Den ligger i provinsen Newfoundland och Labrador, i den östra delen av landet, 1 700 km öster om huvudstaden Ottawa. St. Mary's ligger 15 meter över havet och antalet invånare är 439.
Terrängen runt St. Mary's är huvudsakligen platt, men åt sydost är den kuperad. Havet är nära St. Mary's västerut. Trakten runt St. Mary's är nära nog obefolkad, med mindre än två invånare per kvadratkilometer.. St. Mary's är det största samhället i trakten. 
I omgivningarna runt St. Mary's växer i huvudsak blandskog.